# Operación Upshot-Knothole
La operación Upshot-Knothole fue una serie de once pruebas nucleares llevadas a cabo por Estados Unidos en 1953 en el Sitio de Pruebas de Nevada.
La operación Upshot-Knothole fue precedida por la operación Ivy (en la que se detonó la primera bomba de hidrógeno) y sucedida por la operación Castle.

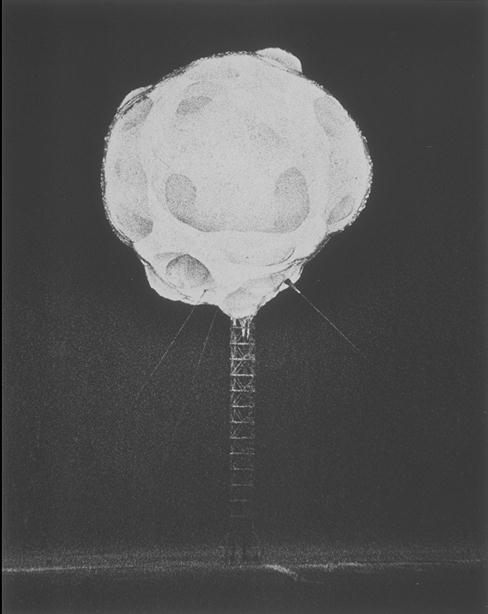
Fotografía de la explosión de la bomba Dirty Harry, responsable de la muerte por cáncer de John Wayne, Susan Hayward y decenas de miembros del equipo de producción de la película El conquistador de Mongolia.

Esta serie de pruebas es notable porque se disparó por primera vez un proyectil de artillería atómica (el tiro Grable), y por las dos primeras bombas atómicas construidas por el Laboratorio de Radiación de la Universidad de California en Livermore (actualmente denominado Lawrence Livermore National Laboratory). Se utilizó para probar algunos de los componentes termonucleares que se utilizarían para la serie masiva termonuclear de la operación Castle.
La bomba Grable, de 280 mm de diámetro, fue disparada desde el Cañón Atómico M65. En conjunción con este disparo, más de 21.000 soldados participaron en tierra en el ejercicio Desert Rock V, con la presencia de un número de altos oficiales militares.
Las pruebas atómicas fueron:
| Nombre de la prueba | Fecha                                                | Ubicación                                          | Potencia |
| ------------------- | ---------------------------------------------------- | -------------------------------------------------- | -------- |
| Annie               | 17 de marzo de 1953                                  | Sitio de pruebas de Nevada                         | 16 kt    |
| Nancy               | 24 de marzo de 1953                                  | Sitio de pruebas de Nevada                         | 24 kt    |
| Ruth                | 31 de marzo de 1953                                  | Sitio de pruebas de Nevada                         | 0,2 kt   |
| Dixie               | 6 de abril de 1953                                   | Sitio de pruebas de Nevada                         | 11 kt    |
| Ray                 | 11 de abril de 1953                                  | Sitio de pruebas de Nevada                         | 0,2 kt   |
| Badger              | 18 de abril de 1953                                  | Sitio de pruebas de Nevada                         | 23 kt    |
| Simon               | 25 de abril de 1953 4:30 (hora local) o 12:30 (UTC). | Sitio de pruebas de Nevada (área 1), torre de 90 m | 43 kt    |
| Encore              | 8 de mayo de 1953                                    | Sitio de pruebas de Nevada                         | 27 kt    |
| Harry               | 19 de mayo de 1953                                   | Sitio de pruebas de Nevada                         | 32 kt    |
| Grable              | 25 de mayo de 1953, 8:30 (hora local) o 15:30 (UTC). | Sitio de pruebas de Nevada, área 5                 | 15 kt    |
| Climax              | 4 de junio de 1953                                   | Sitio de pruebas de Nevada                         | 61 kt    |